# عبد العزيز بن صالح العقيل
عبد العزيز بن صالح بن عبد الله العقيل (القرن 20 - 6 مارس 2025)، هو إعلامي ومثقف سعودي، المستشار والمشرف العام على الإعلام الداخلي سابقاً في وزارة الثقافة والإعلام، والحاصل على جائزة نادي الرياض الأدبي لعام 2013.

## المؤهلات العلمية
حصل على درجة الليسانس في اللغة  العربية عام 1974 ثم أكمل تعليمه وأتم درجة الماجستير في علم اللغة التطبيقي 1989 ثم نال درجة الدكتوراه في فقه اللغة 1997 

## مناصب وإنجازات
عمل كمراقب ومدير عام للمطبوعات وباحث في الإعلام الخارجي ومدير  إدارة  النشر  والتوزيع وجريدة أم القرى ومدير المراكز  الإعلامية ومدير عام المكتبات ثم وكيل الوزارة المساعد للإعلام الداخلي  والمشرف العام على المكتبات العامة ومدير معرض الرياض الدولي للكتاب لخمس دورات بالإضافة إلى إشرافه في إعداد بوابة المعرض الإلكترونية
أسهم في تطوير المكتبات من حيث دراسة وضعها وتحديد آليات التطوير وتم استقطاب الكفاءات المختصة في المكتبات والمعلومات بما يقرب من (450) مختص، وعمل على توفير بيئة للقراءة والبحث للعديد من المكتبات العامة حيث امتد عملها حتى الفترة المسائية وفي الأعياد.
وعمل كمشرف عام على الإعلام الداخلي، حيث أشرف على تنفيذ نظام المطبوعات والنشر ونظام المؤسسات الصحفية، ونظام حماية حقوق المؤلف، والإشراف على جريدة ام القرى.

## مؤلفاته العلمية
- العبارة الموصولة في اللغة العربية والإنجليزية (( دراسة تقابلية )) 1990.[3]
- كتاب الصاحب عام  1994.[3]
- أدب الأعراب عام  1994.[3]
- معجم «ما يعول عليه في المضاف والمضاف إليه» وهو معجم لغوي تجاوز 1300 صفحة (رسالة دكتوراه) أوصى مجمع اللغة العربية بالقاهرة والمنظمة العربية للثقافة والعلوم بتحقيقيه ونشره، طبعته  جامعة الإمام محمد بن سعود الإسلامية سبعة اجزاء (1/7). ونال جائزة النادي الأدبي بالرياض 2013.[2]

## وفاته
توفي عبد العزيز العقيل يوم الأربعاء 5 رمضان 1446هـ الموافق 5 مارس 2025م حسب ما نعته وزارة الإعلام، وصُلي عليه ودفن في اليوم التالي.